# Lambalot
Lambalot (fi. Lampaluoto) är en ö och en by i Björneborg stad i tidigare Vittisbofjärd kommun. Ön ligger omkring 7 kilometer sydväst om Vittisbofjärd kyrkoby och 21 kilometer nordväst om Björneborg.
Lambalots area är 6,74 kvadratkilometer och dess största längd är 4,9 kilometer i sydöst-nordvästlig riktning.
Ön ligger nordväst om Björneborg och har fast vägförbindelse till fastlandet både åt öster och sydöst, samt järnvägsförbindelse. Öster ut ligger Vetenskär med hamn och industrier. Öns bebyggelse är lantlig.

## Delöar och uddar
- Iso-Katava 61°37′35″N 21°27′03″Ö / 61.62642°N 21.45077°Ö (udde)
- Kirri 61°37′35″N 21°31′20″Ö / 61.62628°N 21.52223°Ö (udde)
- Vähä-Katava 61°37′31″N 21°28′40″Ö / 61.62535°N 21.47768°Ö (udde)
- Teräs 61°38′07″N 21°31′27″Ö / 61.63514°N 21.52421°Ö (udde)
- Isokari 61°37′47″N 21°28′29″Ö / 61.62983°N 21.47481°Ö (udde)
- Puuntäinluoto 61°37′40″N 21°28′43″Ö / 61.62773°N 21.47849°Ö (udde)
- Raumaluoto 61°37′19″N 21°29′34″Ö / 61.62196°N 21.49288°Ö (udde)
- Paskakari 61°37′19″N 21°30′53″Ö / 61.62193°N 21.51471°Ö (udde)
- Kooshaaka (Gåshaga) 61°37′16″N 21°29′10″Ö / 61.62099°N 21.48613°Ö
- Möijykari 61°38′09″N 21°31′05″Ö / 61.63581°N 21.51794°Ö (udde)
- Valakkanokka 61°37′40″N 21°30′49″Ö / 61.6279°N 21.51362°Ö (udde)
- Lakskrundi 61°38′41″N 21°28′54″Ö / 61.64478°N 21.48162°Ö (udde)
- Vesankari 61°38′41″N 21°28′22″Ö / 61.64473°N 21.47266°Ö
- Pitkäkari 61°38′36″N 21°28′20″Ö / 61.64337°N 21.47209°Ö
- Dukaatti 61°38′35″N 21°30′11″Ö / 61.64298°N 21.50308°Ö (udde)
- Farfarinkari 61°38′32″N 21°30′11″Ö / 61.64225°N 21.50295°Ö (udde)
- Lomakari 61°38′32″N 21°28′22″Ö / 61.64223°N 21.47277°Ö (udde)
- Hanaholma 61°38′27″N 21°30′17″Ö / 61.64085°N 21.50474°Ö (udde)
- Verkkokari 61°38′23″N 21°28′27″Ö / 61.63964°N 21.47415°Ö
- Murhakari 61°38′15″N 21°28′18″Ö / 61.63755°N 21.4717°Ö
- Tapaninkari 61°38′14″N 21°28′28″Ö / 61.63723°N 21.47437°Ö (udde)
- Halkokari 61°37′55″N 21°28′17″Ö / 61.63185°N 21.47146°Ö (udde)
- Rävelinpää 61°37′38″N 21°31′43″Ö / 61.6272°N 21.52873°Ö (udde)
- Tyltynnokka 61°37′26″N 21°30′47″Ö / 61.62395°N 21.51303°Ö (udde)
- Porinnokka 61°37′21″N 21°28′39″Ö / 61.62244°N 21.4776°Ö (udde)
- Paalukari 61°37′19″N 21°28′45″Ö / 61.62192°N 21.47906°Ö (udde)
- Jaakonsepännokka 61°37′17″N 21°27′19″Ö / 61.62126°N 21.45516°Ö (udde)
- Tirrakari 61°37′13″N 21°28′26″Ö / 61.62024°N 21.47381°Ö (udde)
- Leppäkari 61°37′11″N 21°27′41″Ö / 61.61985°N 21.46129°Ö (udde)
- Koirakari 61°37′10″N 21°28′25″Ö / 61.61937°N 21.47369°Ö (udde)
- Kumpelikari 61°37′06″N 21°28′14″Ö / 61.61827°N 21.47063°Ö (udde)
- Leppäkari 61°38′50″N 21°28′15″Ö / 61.6471°N 21.47071°Ö
- Kuninkaankari 61°37′12″N 21°30′19″Ö / 61.62002°N 21.50525°Ö (udde)
- Lasannokka 61°37′11″N 21°30′40″Ö / 61.61972°N 21.51122°Ö (udde)